# Електронна модель виробу
Електро́нна моде́ль ви́робу — електронна модель деталі чи складальної одиниці за ГОСТ 2.102-68.

## Склад електронної моделі виробу
Електронна модель виробу (ЕМВ), зазвичай, складається з геометричної моделі виробу та довільної кількості атрибутів моделі і може включати технічні вимоги.
Електронна геометрична модель (виробу) — електронна модель виробу, що описує геометричну форму, розміри та інші властивості виробу, які залежать від його форми і розмірів.
Атрибут моделі — розмір, допуск, текст або символ, що вимагається для визначення геометрії виробу або його характеристики. Він може бути доступним візуально без запиту та/або перетворення, так і прихованим, коли візуалізація виконується за запитом електронної моделі виробу, наприклад:
- доступний візуально — вказана у вигляді розміру міжцентрова відстань;
- недоступний візуально (прихований) — обчислюване значення розміру між двома точками, що утворюється дотичними до двох кіл.

## Призначення
У обчислювальному середовищі електронна модель виробу подається у вигляді набору даних, що сукупно визначають геометрію виробу та інші властивості, необхідні для виготовлення, контролю, приймання, складання, експлуатації, ремонту та утилізації виробу.
Електронна модель виробу може використовуватись:
- для інтерпретації усього набору даних (чи його частини), що складає модель в автоматизованих системах;
- для візуального відтворення конструкції виробу у процесі виконання проєктних робіт, виробничих та інших операцій;
- для виготовлення креслярської конструкторської документації в електронній та/чи паперовій формі.

## Загальні вимоги
ЕМВ повинна використовувати як мінімум одну координатну систему, зазвичай, це ортогональна правостороння система координат (за необхідності допускається використання неортогональної системи).
При розробці ЕМВ використовують наступні типи подання форми виробу згідно з ДСТУ ISO 10303-42:2007, ДСТУ ISO 10303-51:2007, ДСТУ ISO 10303-43:2007:
- каркасний — тривимірна електронна геометрична модель, подана просторовою композицією точок, відрізків і кривих, що визначають у просторі форму виробу;
- поверхневий — тривимірна електронна геометрична модель, подана множиною обмежених поверхонь, що визначають у просторі форму виробу;
- твердотільний — тривимірна електронна геометрична модель, що подає форму виробу як результат композиції заданої множини геометричних елементів із застосуванням операцій булевої алгебри до них.

При розробці ЕМВ забезпечують подання файлу моделі відповідно до ДСТУ ISO 10303-21:2007 ISO 10303-21, ДСТУ ISO 10303-22:2007.

## Види електронних моделей виробу

### Електронна модель деталі
Електронну модель деталі (ЕМД) розробляють на деталі, що входять до складу виробу, якщо технічним завданням передбачено виконання документації лише у вигляді електронної моделі виробу.
ЕМД переважно виконується у розмірах, яким виріб повинен відповідати при складанні. Значення граничних відхилень, шорсткості поверхонь та інші необхідні значення атрибутів виробу чи його елементів повинні відповідати значенням перед складанням.

### Електронна модель складальної одиниці
Електронна модель складальної одиниці (ЕМСО) повинна давати уявлення про розташування та взаємозв'язок складових частин, що сполучені у складальну одиницю, та містити необхідну і достатню інформацію для здійснення складання і контролю складальної одиниці.
ЕМСО повинна містити параметри і вимоги, які по ній необхідно виконувати чи контролювати:
- номери позицій складових частин, що входять у виріб;
- установчі, приєднавчі та інші необхідні довідкові розміри;
- технічну характеристику виробу (за необхідності);
- вказівки про характер спряження елементів ЕМСО і методах його здійснення, якщо точність спряження забезпечується не заданими граничними відхиленнями, а підбором, припасуванням тощо;
- вказівки про характер спряження нерозбірних елементів (зварних, паяних тощо).

### Електронний макет
Електронний макет (ЕМК) — електронна модель виробу (різновид ЕМСО), що описує його зовнішню форму і розміри та дозволяє цілком або частково оцінити його взаємодію з виробами виробничого та/або експлуатаційного оточення для прийняття рішень при розробці виробу та процесів його виготовлення і використання.
Електронні макети розробляються на проєктних стадіях, не призначені для виготовлення по них виробів і, зазвичай, не містять даних для виготовлення та складання.